# Luca Grimaldi (doge)
Il Serenissimo Luca Grimaldi (Genova, 1675 – Genova, 1750) fu il 149º doge della Repubblica di Genova e re di Corsica.

## Biografia

Stemma nobiliare dei Grimaldi

Nacque a Genova nel 1675. Fu il fratello minore di Antonio Grimaldi, altro esponente della famiglia Grimaldi che nel biennio 1703-1705 guidò la Repubblica di Genova nel mandato dogale.
Anche Luca Grimaldi, dopo aver ricoperto per lo stato genovese diversi incarichi pubblici, salì al dogato con l'elezione del Gran Consiglio del 22 gennaio 1728: il centoquattresimo in successione biennale e il centoquarantanovesimo nella storia repubblicana. In qualità di doge fu investito anche della correlata carica biennale di re di Corsica.
Durante il suo biennio promosse due opere pubbliche per la città genovese quali l'allungamento di "80 palmi" del Molo Vecchio - la direzione dei lavori fu affidata all'architetto Gio Battista Storace - e il riadattamento del condotto idrico a schiena d'asino per il rifornimento della capitale repubblicana.
Al suo dogato sono però legati tre eventi bellici che portarono soldati genovesi a Sanremo, nei territori del Marchesato di Finale e soprattutto nell'isola di Corsica - nel corso del 1729 - che in quest'ultimo caso diede inizio formalmente alle più accese ostilità, già "antiche" peraltro, tra la colonia genovese e la repubblica che perdurarono per quasi quarant'anni. Il doge Luca Grimaldi attuò subito una politica fatta di repressioni e di "pugno duro" verso i Corsi, reazioni che non fecero altro che aumentare negli isolani un maggiore sentimento di indipendenza verso lo stato genovese. Ciò provocò, inoltre, pure una divisione in patria tra la nobiltà che per la "ribelle Corsica" voleva chi riconciliazione e chi una stretta finale. Lo stesso Grimaldi, cessata la carica dogale, fu uno dei più convinti sostenitori della seconda causa.
Risale ancora durante il suo dogato la consegna da parte del Legato papale Nicolò Maria De Franchi della Rosa d'oro, concessa dal pontefice Benedetto XIII alla Repubblica di Genova con l'esposizione nella cattedrale di San Lorenzo.
Terminò il dogato il 22 gennaio del 1730, ma è probabile che continuò a servire la repubblica in altri impieghi statali.
Morì a Genova nel corso del 1750 dove fu sepolto nell'abbazia di San Nicolò del Boschetto.